# Onkogen
Onkogener, eller onkgener, är normala gener som genom introducerade genetiska avvikelser ger malign transformation av cellen, det vill säga en gen som ger upphov till en felaktig proteinprodukt vars bristande funktion ger upphov till en tumörcell. I de flesta fall innebär den genetiska avvikelsen en aktiverande mutation som ger en överaktiverad gen, men även amplifieringar av onkogener är vanligt i tumörceller. 
Proto-onkogener kallas de onkogener som inte förändrats och därmed fyller en normal funktion i cellens livscykel. Genom mutationer i proto-onkogenen blir den en onkogen och kan stimulera till tumörcellsomvandling.
Normalt räcker det att en av allelerna muteras för att en onkogen skall utvecklas.

## Mekanismer
Det finns flera sätt som en proto-onkogen kan utvecklas till en onkogen:
- Det kan ske en punktmutation i supressorgener som gör att produktionen av ett protein ständigt är aktiv.
- Onkogenen kan kopieras och mångfaldigas, vilket ökar produktionen av dess protein.
- Translokationer av proto-onkogenen till områden nära ett aktivt promotorområde gör att genen uttrycks mera.

En onkogen förmedlar proliferativa signaler för mitos eller signalerar överlevnad för cellen. Suppressorgener har den motsatta effekten och bromsar normalt celldelning (eller låter cellen gå i apoptos), men förlust av flera suppressorgener (genom mutationer) kan ge cancerutveckling. Exempel på en suppressorgen är Rb.
Exempel på onkogener är gener vars funktion är att stimulera celldelning under normala fysiologiska förhållanden. Exempel på en onkogen är Src (uttalas sark), Ras. Gener som p53 och RB är däremot tumörsuppressorgener.